# 奥雷利奥·梅内加齐
奥雷利奥·梅内加齐（義大利語：Aurelio Menegazzi，1900年11月15日—1979年11月23日），意大利男子自行车运动员。他曾代表意大利参加1924年夏季奥林匹克运动会自行车比赛，获得男子团体追逐赛金牌。